# Skolopendry
Skolopendry, skolopendrokształtne (Scolopendromorpha) – rząd drapieżnych pareczników (Chilopoda) obejmujący stawonogi o dość silnie wydłużonym ciele osiągającym 1–30 cm (zazwyczaj do kilkunastu centymetrów) długości, często jaskrawo ubarwionym, złożonym z 21–23 segmentów. Każdy segment jest pokryty chitynowym pancerzem i zaopatrzony w parę odnóży tułowiowych zakończonych pazurkami. Głowa jest wyraźnie oddzielona od reszty ciała. Na jej końcu umieszczone są 2 długie, segmentowane czułki. Wśród Scolopendromorpha są gatunki mające oczka (ocelli) oraz ślepe. Ze względu na silny jad, skolopendry są obiektem badań w medycynie i toksykologii.

## Występowanie
Skolopendry żyją w suchych, piaszczystych i ciepłych biotopach, zwykle ukryte pod kamieniami. Skolopendry są kosmopolityczne, ale większość z około 700 znanych gatunków występuje w strefie tropikalnej w Afryce, Azji i Ameryce Południowej. Kilka gatunków, m.in. skolopendra paskowana (Scolopendra cingulata), występuje pospolicie w Europie Południowej, w strefie śródziemnomorskiej.

## Biologia

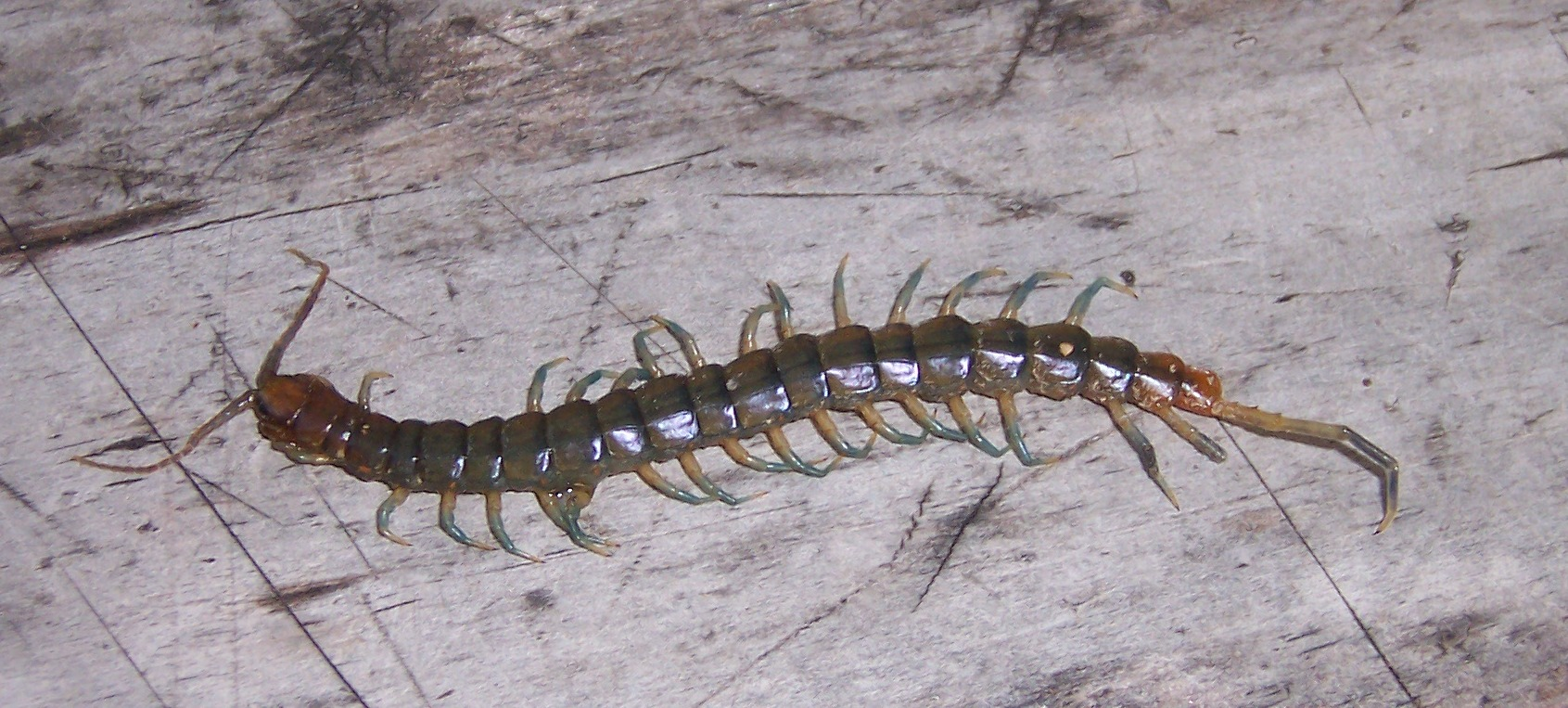
Skolopendra zwyczajna (Scolopendra morsitans)

Samice opiekują się jajami i potomstwem. Prowadzą przeważnie nocny tryb życia.
Skolopendry dysponują silnym jadem, którym zabijają owady i pajęczaki, a czasem żaby i jaszczurki. Jad ten wywołuje u człowieka silny i długotrwały ból, a ukąszenie największego przedstawiciela tej grupy pareczników – osiągającej do 30 cm długości skolopendry olbrzymiej (Scolopendra gigantea) – bywa dla człowieka śmiertelne.

## Klasyfikacja
Klasyfikacja biologiczna tej grupy stawonogów nie jest ustalona. Wyróżniono 34 rodzaje klasyfikowane w kilku rodzinach (i podrodzinach), z których zazwyczaj wymieniane są:

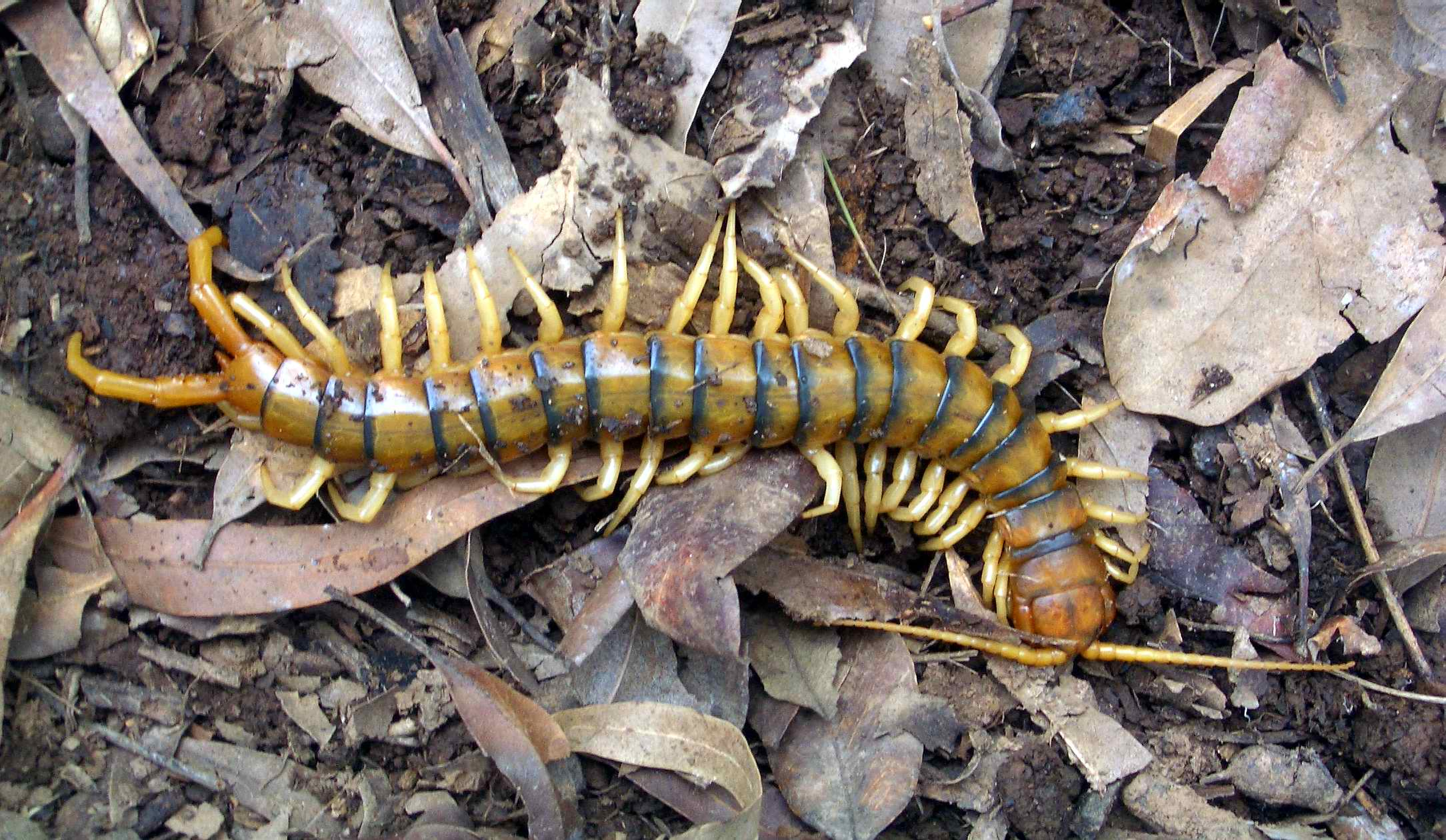
Ethmostigmus rubripes

- Cryptopidae
- Scolopendridae
- Scolopocryptopidae

ale spotykane są też inne ujęcia.